# Can Torrelles (Riudarenes)
Can Torrelles és una masia de Riudarenes (Selva) inclosa a l'Inventari del Patrimoni Arquitectònic de Catalunya.

## Descripció
És un edifici de planta rectangular, amb un pis superior i golfes. La teulada té dues vessants laterals amb teula àrab i cornisa catalana. Totes les obertures de la casa són quadrangulars amb llinda monolítica, i una de les finestres presenta una espitllera de defensa. Les obertures de la planta baixa estan protegides per reixes de ferro pintades de blanc. La finestra central, al primer pis, té la data inscrita de 1662 i a la finestra de la dreta hi consta el nom de "JOSEP TORRELLAS Y PADRE 1771". Al costat de la porta principal, es conserva amb una petita placa de ceràmica el número 29. És curiosa la decoració d'algunes finestres que presenten un petit relleu en forma triangular incisa a la llinda i uns petits pinacles a la base dels brancals, que sobresurten als extrems. Encara a la façana, i a la part esquerra de la porta, hi ha un rellotge de sol mig tapat per la vegetació. Voltant la casa, a la façana lateral dreta destaca una finestra de triple arc. A l'altre costat, a l'esquerra, té un cos adossat de tres plantes i vessant amb caiguda a la façana, de construcció més tardana, i destinat a un altre habitatge.